# Каскеснаволок (озеро)
Каскесна́волок (Каскесна́волоцкое) — озеро в южной части Республики Карелия.

## Общие сведения
Котловина ледникового происхождения.
Форма озера неправильная, вытянута с запада на восток. На озере 4 острова общей площадью 0,56 км².
Берега возвышенные, каменистые. Дно — коричневый ил, в прибрежной зоне — грунты песчано-каменистые.
В южную часть озера впадает ручей из озера Вазадъярви, на северо-востоке из озера вытекает ручей — приток Маньги.
На северо-западной оконечности озера находится деревня Каскеснаволок, на северном берегу — деревня Коккойла.
Высшая водная растительность представлена слабо.
В озере обитают ряпушка, плотва, окунь, щука, налим, ёрш.